# Occupy-rörelsen
Occupy-rörelsen är en global proteströrelse som vill rikta uppmärksamheten på ekonomiska klyftor, girigheten i företagsvärlden, problemet med lobbyism, banksystemets brister med mera. Rörelsen är inspirerad av den arabiska våren och kan också ses som en respons på de senaste årens finanskriser och det sätt som dessa kriser hanterats. Rörelsens slogan är We are the 99%, vilket syftar på att rörelsen anser sig företräda den stora massan av befolkningen, till skillnad från den lilla elit som de anser att dagens system gynnar.

## Rörelsen formas
Rörelsen kan säga ha startat under protesterna i Spanien i maj 2011 då demonstranterna, inspirerade av den arabiska våren, framförde budskapet att de ville se en global proteströrelse den 15 oktober. Under sommaren 2011 föreslog Adbusters en fredlig demonstration på Wall Street som protest mot företagsvärldens inflytande på demokratin, för att peka på de orimligt stora klyftorna och för att den globala finanskrisen inte fått några rättsliga följder. Occupy Wall Street-demonstrationerna i New York började den 17 september 2011. Den 9 oktober 2011 gjorde aktivister från 25 länder ett upprop där de, likt de spanska demonstranterna, tog ställning för en global demonstration den 15 oktober (det vill säga bara sex dagar senare). För att sprida informationen och koordinera evenemangen användes hemsidor och sociala medier såsom Facebook, Twitter, Meetup och Tumblr. I den förberedelselista som spreds inkluderades 951 städer i 82 länder. [källa behövs] Den 15 oktober och därpå följande dagar hölls demonstrationerna planenligt på de flesta av dessa platser.

## Occupy-rörelsen i olika länder

### Nord- och Sydamerika

#### Kanada
I Kanada har demonstrationerna sedan den 15 oktober skett i minst ett 20-tal städer.

#### USA

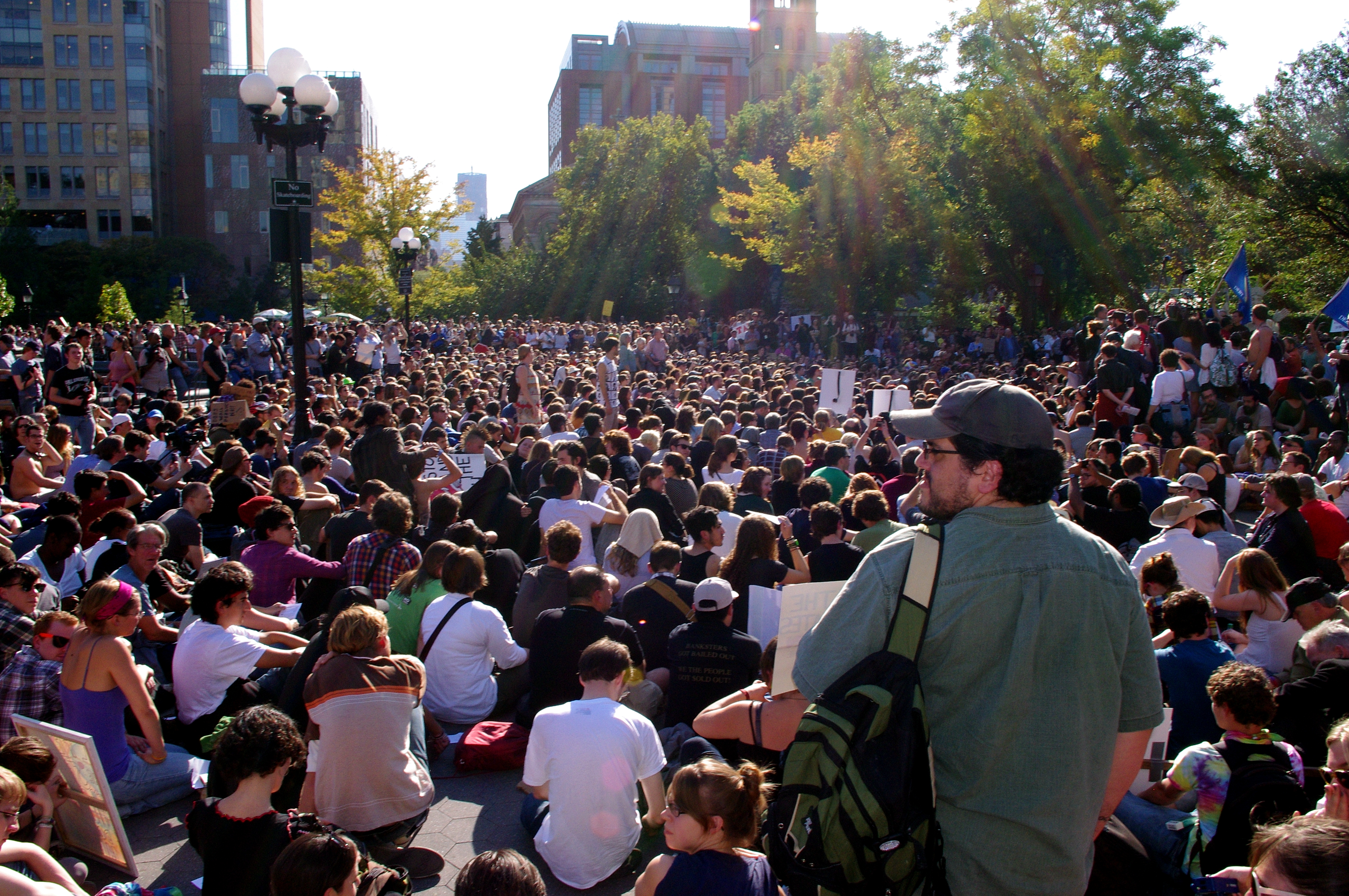
En Occupy-demonstration i Washington Square Park, New York City 8 oktober 2011

Demonstrationerna började i New York den 17 september 2011 och har sedan dess spridit sig över landet. Den 9 oktober pågick demonstrationer i över 70 större städer och i över 600 samhällen. Kända amerikaner som stödjer Occupy-rörelsen är bland andra Susan Sarandon, Michael Moore, Cornel West, Lupe Fiasco och Immortal Technique, Roseanne Barr och Noam Chomsky. Enligt en opinionsundersökning utförd den 11 oktober 2011 har 54 procent av amerikanerna en positiv attityd till protesterna, att jämföra med 27 procent för Tea Party-rörelsen,. En undersökning som utfördes 12-16 oktober visade att 67 de röstande i New York höll med protesterna och 87 procent höll med om deras rätt att protestera.
Proteströrelsen har i USA bidragit till en fördjupad diskussion om sociala och ekonomiska problem såsom arbetslöshet, studieskulder och annan privat skuldsättning, hemlöshet med mera.. Under den sista veckan i oktober 2011 nämndes inkomstojämlikhet fem gånger så ofta i landets press och media som veckan före ockupationerna började. Flera journalister, liksom även Jared Bernstein, före detta chefsekonom och rådgivare till vicepresident Joe Biden, menar också att rörelsen influerat presidentens tal till unionen 2012.

### Europa

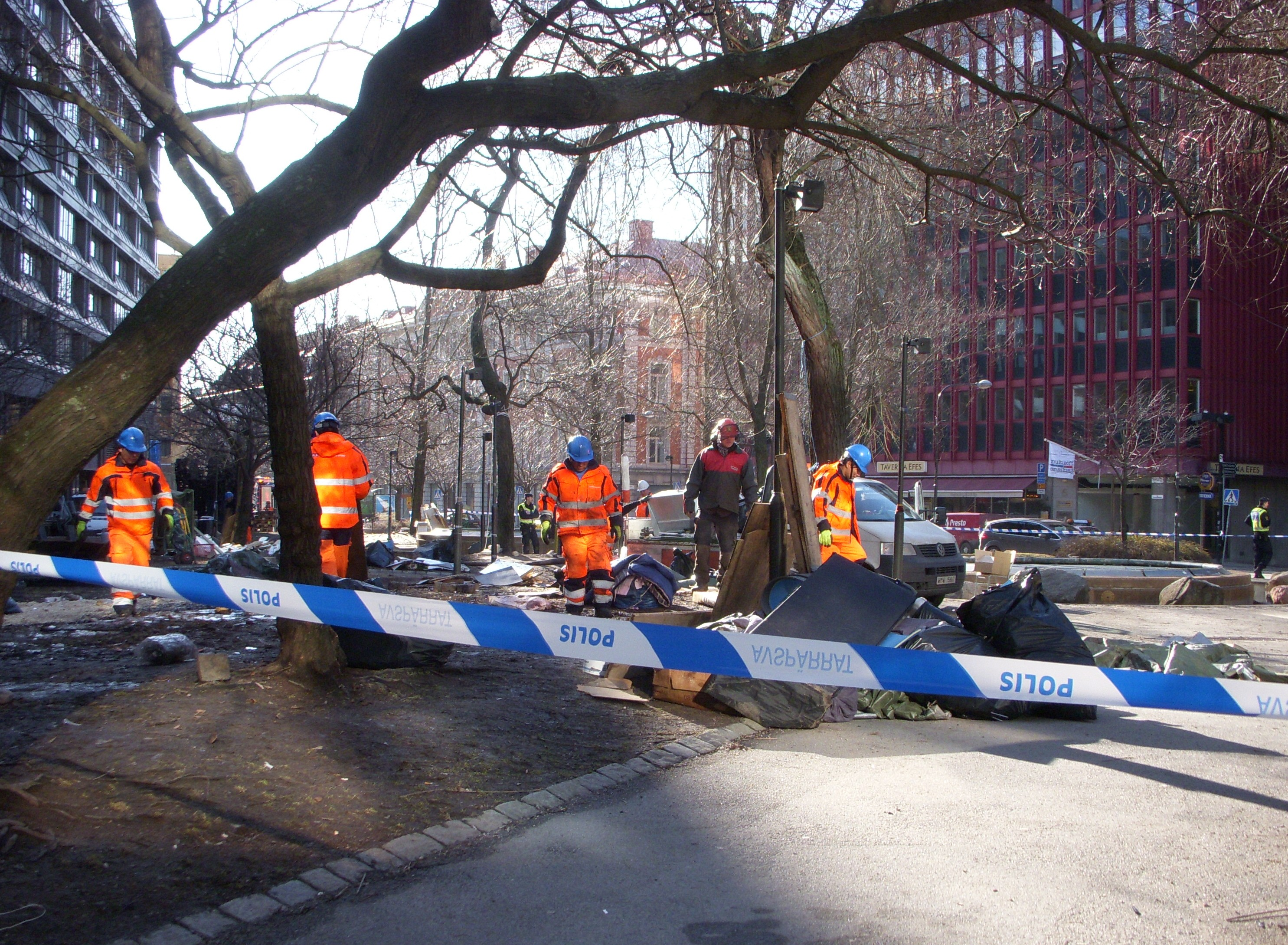
Tältlägret i Stockholm rivs, 29 februari 2012

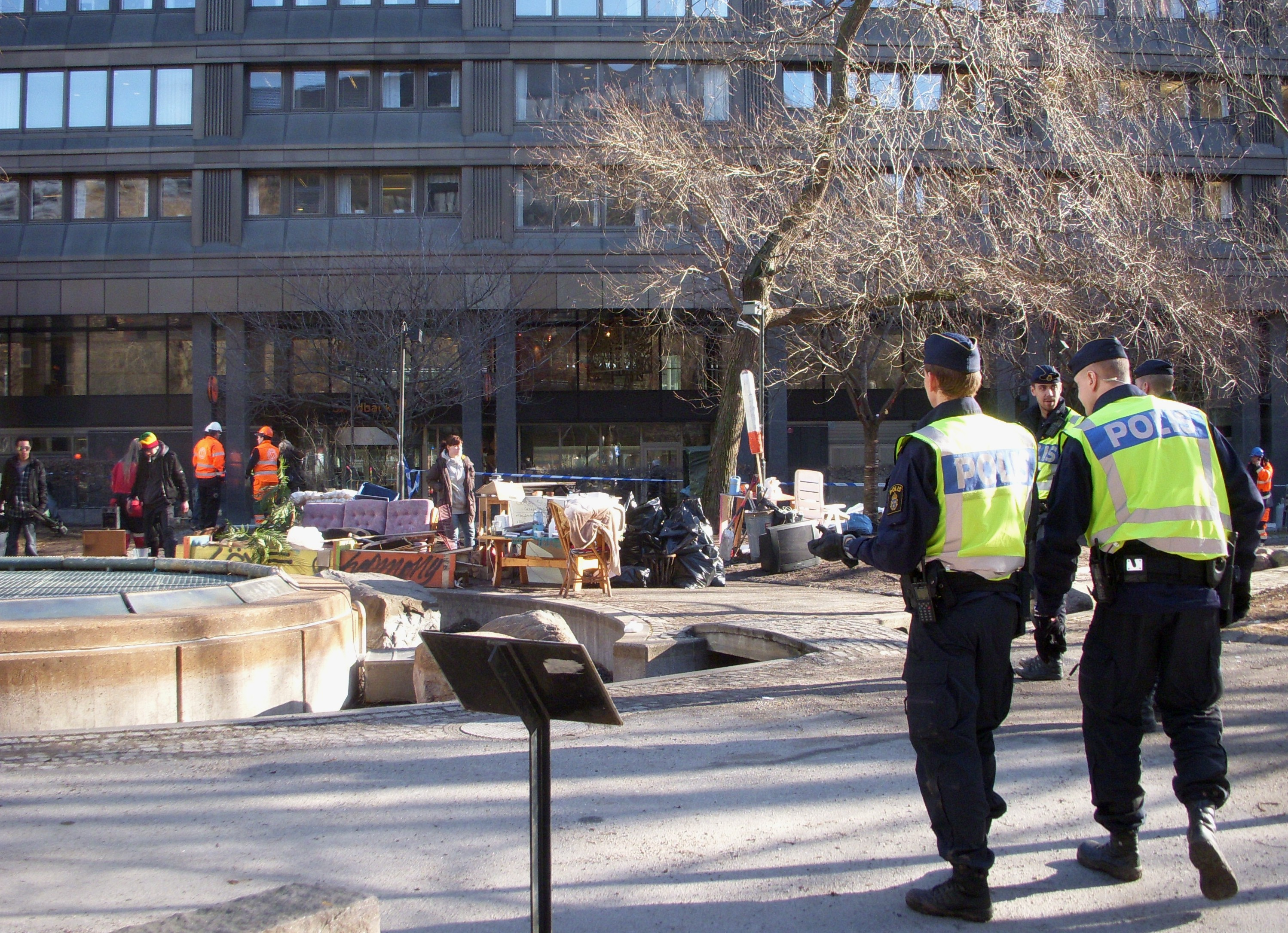
Tältlägret i Stockholm rivs, 29 februari 2012

#### Frankrike
Den 4 november 2011 började omkring 300 demonstranter att ockupera Paris finansiella centrum, La Défense. Under veckorna som följde försökte polisen nästan dagligen att stänga lägret, bland annat genom att konfiskera filtar och mat. Den 11 november ökades ockupationen med omkring 400 personer efter ett lobbyarbete genom sociala medier. Förutom i Paris har protester också ägt rum i Nantes, Lyon, Grenoble, Marseille, Perpignan med flera städer.

#### Storbritannien
Den 15 oktober hölls större demonstrationer i London, Bristol, Birmingham, Glasgow och Edinburgh. London Stock Exchange på Paternoster Square var det ursprungliga målet för demonstranterna i London.

#### Sverige
Occupy-aktivism uppstod främst i Stockholm och Göteborg, Kalmar. Occupy Stockholm huserade från den 15 oktober 2011 på Brunkebergstorg där ett tältläger byggdes upp.. Den 29 februari 2012 revs detta av polisen. Dagen efter ockuperade Occupy Stockholm istället Rålambshovsparken. En ansökan om demonstrationstillstånd lämnades in där det förklarades att demonstrationens form var ett "konstant demokratiskt forum" och behövde genomföras med tält. Polisen beviljade först detta demonstrationstillstånd, men ändrade sig sedan eftersom Trafikkontoret hävdade att långvarigt övertäckande av gräset med tält kunde skada gräset. En överklagan lämnades in till förvaltningsdomstolen. Innan den behandlats vräktes dock de protesterande från platsen av polisen, varefter ockupationen och demonstrationen flyttade till Fittja istället.

#### Ryssland
Den 9 maj 2012 inleddes "Occupy Abaj", runt statyn över poeten Abaj i en park i Moskva, med tusentals deltagare. Ockupationen var en del av proteströrelsen mot Putin, och varade i lite mer än en vecka tills de aktivsterna drevs bort av polisen.

#### Irland
På Irland hölls demonstrationer runt om i landet, bland annat i Dublin och Cork. Protesterna i Dublin organiserades av "Real Democracy Now! Ireland" och "Occupy Dame Street".

#### Italien
Den 15 oktober samlades omkring 200 000 personer i Rom för att protestera mot ojämlikheter, Europeiska centralbanken (ECB), IMF med mera. Demonstrationer hölls också i flera andra italienska städer.

#### Tyskland

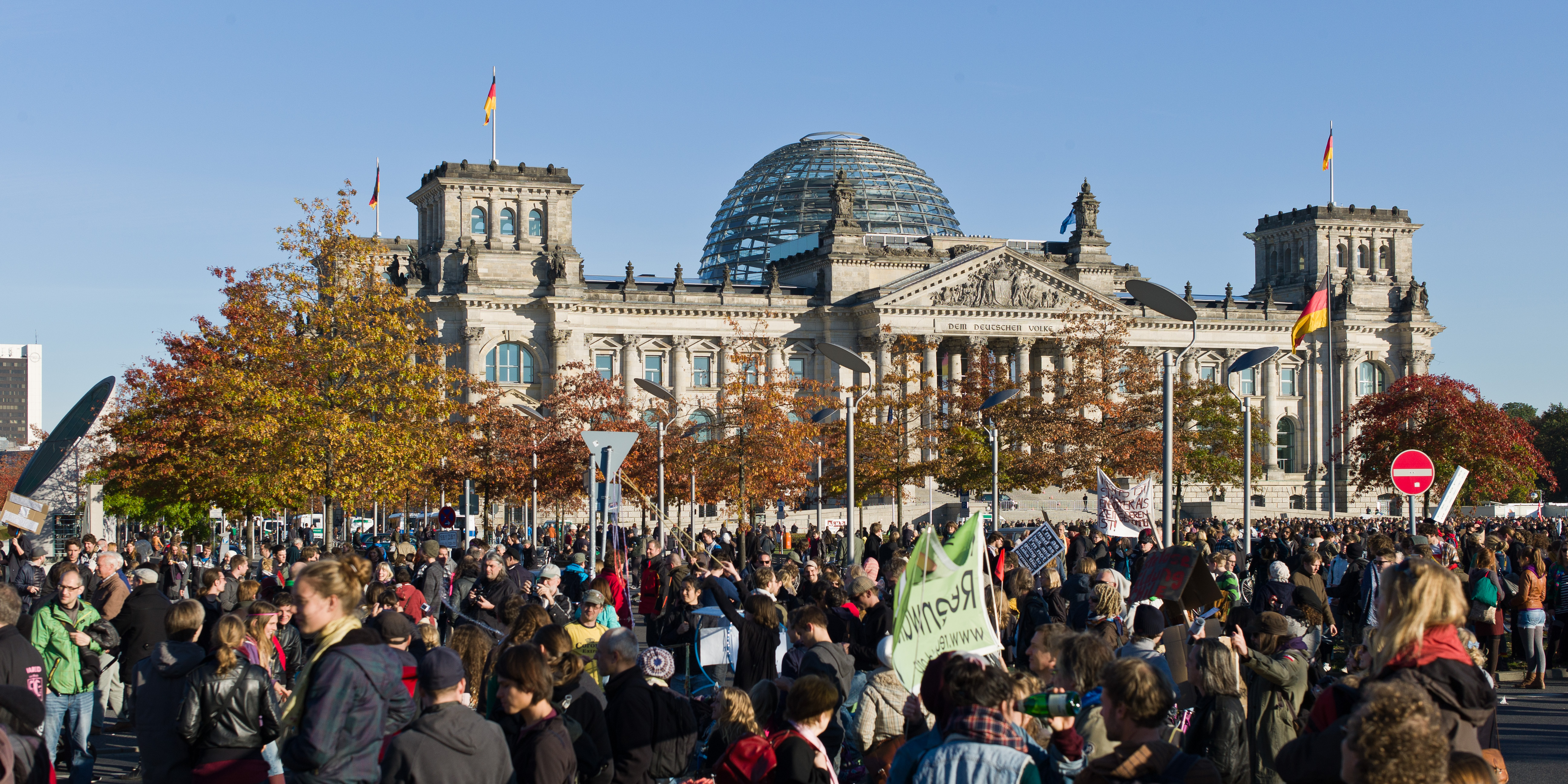
Occupy Berlin-demonstranter utanför Reichstag den 15 oktober 2011

### Asien

#### Mongoliet
S. Ganbaatar, ordförande för Mongoliets konfederation av fackföreningar (CTU), har tillkännagivit att föreningen står bakom Occupy-rörelsen och dess demonstrationer. Han kritiserade också specifikt bankernas ränta, vilken i september 2011 i genomsnitt var 16 procent i Mongoliet.

## Allmänhetens attityder
I en global attitydundersökning utförd januari 2012 sa 37 procent att de känner till rörelsen och dess protester i New York och andra städer runt om i världen. 54 procent kunde inte säga om de var positiva eller negativa till rörelsen. Av de som hade en åsikt var dock 33 procent positivt inställda och enbart 13 procent negativt. Andelen som var positiva till rörelsen och demonstrationerna ökade ytterligare efter en förklaring vad rörelsen stod för. Då blev andelen som sympatiserade med rörelsen 53 procent, de som inte kunde bestämma sig 35 procent och 12 procent som sa att de inte var sympatiskt inställda.

## Demonstrationens omfattning i olika städer den 15 oktober
| Stad                       | Antal deltagare | Referenser           |
| -------------------------- | --------------- | -------------------- |
| Madrid                     | 500 000         | [ 32 ]               |
| Rom                        | 100 000-300 000 | [ 33 ]               |
| Barcelona                  | 60 000-400 000  | [ 33 ] [ 34 ]        |
| Valencia                   | 100 000         | [ 35 ]               |
| Lissabon                   | 20 000-100,000  | [ 33 ] [ 36 ]        |
| Santiago de Chile          | 10 000-100 000  | [ 37 ]               |
| Zaragoza                   | 40 000          |                      |
| Malaga                     | 40 000          | [ 38 ]               |
| Granada                    | 3 500-7 000     |                      |
| Almería                    | 3 000-4 000     |                      |
| Jaén                       | 1 100-1 400     |                      |
| Huelva                     | 4 000           |                      |
| Cadiz                      | 400             |                      |
| Cordoba                    | 3 000-4 000     |                      |
| Palma de Mallorca          | 25 000-30 000   |                      |
| New York                   | 35 000-50 000   | [ 33 ]               |
| Murcia                     | 15 000          | [ 39 ]               |
| Berlin                     | 5 000-10 000+   | [ 33 ] [ 40 ]        |
| Zagreb                     | 5 000-10 000    | [ 41 ]               |
| Bryssel                    | 6 000-7 000     | [ 42 ]               |
| Frankfurt                  | 5 000+          |                      |
| Porto                      | 5 000           | [ 43 ]               |
| Los Angeles                | 5 000           |                      |
| Las Palmas de Gran Canaria | 4 000-6 000     | [ 44 ]               |
| Auckland                   | 3 000           | [ 45 ]               |
| London                     | 3 000           | [ 21 ]               |
| Ljubljana                  | 3 000-4 000     | [ 46 ] [ 47 ]        |
| Vancouver                  | 3 000           | [ 48 ]               |
| Toronto                    | 1 000-3 000     | [ 33 ] [ 46 ] [ 48 ] |
| Amsterdam                  | 2 000           | [ 36 ]               |
| Aten                       | 2 000-4 000     | [ 49 ]               |
| Sydney                     | 2 000           |                      |
| Düsseldorf                 | 2 400           | [ 50 ]               |
| Thessaloníki               | 2 000           | [ 49 ]               |
| Santiago de los Caballeros | 1 400 (inex.)   | [ 51 ]               |
| Split                      | 1 000+          | [ 52 ]               |
| Köpenhamn                  | 1 000-3 000     | [ 53 ] [ 54 ]        |
| Köln                       | 1 500           | [ 55 ]               |
| Montréal                   | 1 000+          | [ 56 ]               |
| Miami                      | 1 000+          |                      |
| Las Vegas                  | 1 000+          | [ 57 ]               |
| Paris                      | 1 000-2 000     | [ 58 ] [ 59 ]        |
| Washington, D.C.           | 1 000-2 000     | [ 33 ] [ 49 ]        |
| Santo Domingo              | ~830            | [ 60 ]               |
| Buenos Aires               | 800             | [ 61 ]               |
| Haag                       | 700             | [ 62 ]               |
| Ottawa                     | 600             | [ 49 ]               |
| Toulouse                   | 500-1 000       | [ 63 ]               |
| Seoul                      | 600             | [ 33 ]               |
| Concepción                 | 500 (prelim.)   | [ 33 ]               |
| Lima                       | 500             | [ 33 ] [ 61 ]        |
| Lincoln                    | 500             | [ 64 ]               |
| Zürich                     | 500             | [ 33 ]               |
| Grenoble                   | 500             | [ 65 ]               |
| La Serena                  | 400             | [ 66 ]               |
| Dublin                     | 400             | [ 67 ]               |
| Maribor                    | 400             | [ 47 ]               |
| Winnipeg                   | 400             | [ 68 ]               |
| Hannover                   | 300+            | [ 47 ]               |
| Genève                     | 300             | [ 69 ]               |
| Koper                      | 300+            | [ 47 ]               |
| Rijeka                     | 300             | [ 52 ]               |
| Mexico City                | 250             | [ 33 ]               |
| Warszawa                   | 100-200         | [ 70 ]               |
| Hongkong                   | 200             |                      |
| Malaysia                   | 100             | [ 71 ]               |
| Marseille                  | 200             | [ 72 ]               |
| Prag                       | 300             | [ 73 ]               |
| São Paulo                  | 200             | [ 33 ]               |
| Valparaíso                 | 200             | [ 74 ]               |
| Arica                      | 200             | [ 75 ]               |
| Copiapó                    | 200             | [ 76 ]               |
| Valdivia                   | 200             | [ 77 ]               |
| Montpellier                | 200             | [ 78 ]               |
| Stockholm                  | 200-500         | [ 33 ]               |
| Göteborg                   | 200-300         |                      |
| Tokyo                      | 200-300         | [ 33 ]               |
| Umeå                       | 200             |                      |
| Helsingfors                | 150             | [ 79 ]               |
| Rio de Janeiro             | 150             | [ 33 ]               |
| Goiânia                    | 150             | [ 33 ]               |
| Pula                       | 150             | [ 80 ]               |
| Belgrad                    | 100-200         | [ 81 ]               |
| Sarajevo                   | 100-150         | [ 82 ]               |
| Manila                     | 100             | [ 33 ]               |
| Dijon                      | 100             | [ 83 ]               |
| Nantes                     | 100             | [ 65 ]               |
| Tel Aviv                   | 100             | [ 33 ]               |
| Quito                      | 100             | [ 61 ]               |
| Curitiba                   | 100             | [ 84 ]               |
| Taipei                     | 100             | [ 33 ]               |